# PHY (circuito integrado)

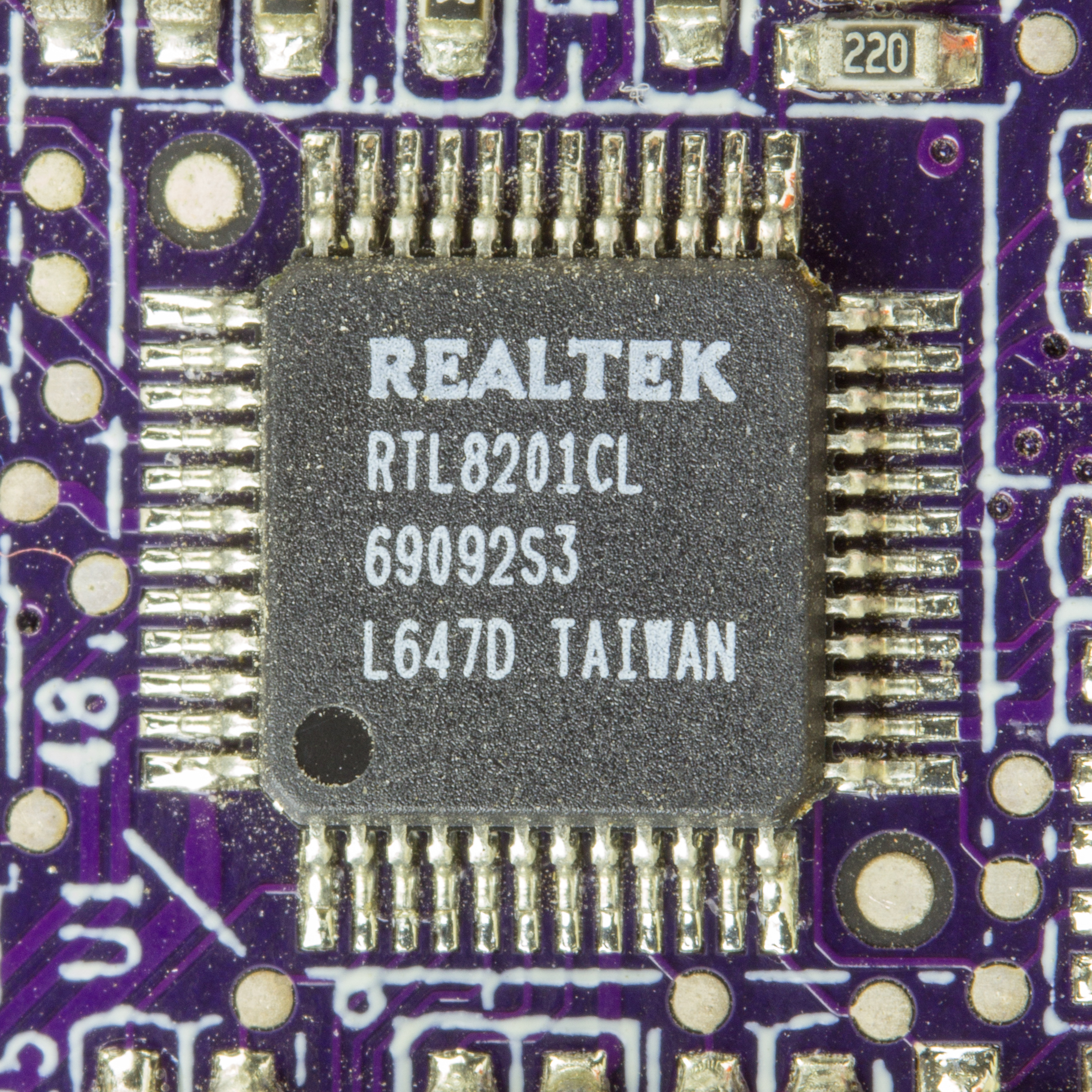
RTL8201 Circuito integrado PHY para Ethernet

PHY es una abreviatura de physical layer, en español, capa física, que corresponde al modelo OSI y se utiliza para los circuitos que implementan una capa física.
Un PHY conecta un dispositivo de Capa de enlace de datos (a menudo llamado MAC que es una abreviatura de media access control, en español control de acceso de los medios de comunicación) con un medio físico tal como una fibra óptica o cables metálicos. Un dispositivo PHY incluye normalmente una subcapa de codificación física (PCS, Physical Coding Sublayer) y una capa de Medio Físico Dependiente (PMD, del inglés Physical Medium Dependent) El PCS codifica y descodifica el dato que fue transmitido y recibido. El propósito de esta codificación es para facilitar al receptor la recuperación de la señal.

## Ejemplos de uso
- Wireless LAN o Wi-Fi: La porción PHY consiste de circuitos de RF, analógicos y de señal mixta, que se suelen llamar transceptores, y de circuitos de banda base digital que usan procesadores digitales de señal (DSP) y algoritmos de procesamiento de comunicaciones, incluyendo códigos de canal. Es muy común que estos circuitos PHY estén integrados con capas MAC en implementaciones llamadas System-on-a-chip (SOC). Otras aplicaciones inalámbricas similares son 3G/4G/LTE, WiMAX, UWB, etc.
- Ethernet: Un circuito integrado PHY (PHYceiver) suele encontrarse en dispositivos Ethernet. Su propósito es proveer acceso físico a señales analógicas para enlaces. Usualmente se usa en conjunto con el circuito integrado Media Independent Interface (MII) o en interfaces a microcontroladores que se ocupan de las funciones de las capas superiores.
- Universal Serial Bus (USB): Un chip PHY suele incluirse en los controladores USB en hosts o sistemas embebidos y proveen un puente entre las partes digital y de modulación en la interfaz.
- IrDA: La especificación de Infrared Data Associations (IrDA) incluye una especificación IrPHY para la capa física de transporte de datos.
- Serial ATA (SATA): Los controladores Serial ATA tal como VIA Technologies VT6421 usan un PHY.
- SDRAM : interfaces para el chip
- Flash memory : interfaces para el chip